# Zonantes ater
Zonantes ater es una especie de coleóptero de la familia Aderidae.

## Distribución geográfica
Habita en Texas (Estados Unidos).